# Koszmosz–5
A Koszmosz–5 (oroszul: Космос–5) szovjet technológiai és geofizikai kutatóműhold. A magaslégköri atomrobbanások megfigyelésére, a későbbi műholdak kifejlesztéséhez szükséges rendszerek tesztelésére, valamint tudományos kutatásokra szolgált.

## Küldetés
Kettős, katonai és polgári (tudományos) rendeltetésű, az OKB–1 tervezőirodában kifejlesztett és megépített 2MSZ típusú műhold, ez volt a típus második példánya. Feladata az új fejlesztésű műszerek kipróbálásán túl az amerikai magaslégköri atomkísérletek megfigyelése volt. Az első ilyen, a földi légkör peremén 1962. július 9-én, 400 km magasságban végrehajtott amerikai atomrobbantás a Starfish Prime nukleáris kísérlet volt. A Koszmosz–5 folytatta a Koszmosz–3 tudományos feladatát. Feladata volt még a nem túl nagy energiájú geoaktív részecskék vizsgálata is.

## Jellemzői
1962. május 28-án a Kapusztyin Jar rakéta-kísérleti lőtér Majak–2 indítóállásából juttatták pályára Koszmosz–2 (62SZ1) hordozórakétával. Tömege 280 kg. Az orbitális egység periódusa 102,6 perc, 49,1 fok hajlásszögű, az elliptikus pálya, perigeuma 192 km, apogeuma 1578 km. Élettartama közel egy év volt (340 nap).
Többcsatornás kapcsolatot biztosító rendszerei adatgyűjtő memóriaegységgel voltak felszerelve, hogy a földi kapcsolat létrejöttével adatszolgáltatást végezhessen. A műhold 340 napos üzemideje alatt 96 kísérleti atomrobbantás (világűrben, magaslégkörben, víz alatt, Föld alatt) adatait rögzítette.
Tudományos programját 1963. május 2-án fejezte be, földi parancsra belépett a légkörbe és megsemmisült.

## Külső hivatkozások
- Koszmosz–5. spacenews.ru. [2009. június 16-i dátummal az A. Zselezsnyakov: Sztranyici raketno-koszmicskoj eri. Epizod csetvjortij. Poljot Koszmosz–5 (magyarul: Fejezetek az űrkutatás történetéből. Negyedik fejezet. A Koszmosz–5 repülése), Spacenews.ru eredetiből archiválva]. (Hozzáférés: 2012. november 30.)
- Koszmosz–5. kocmoc.info. [2008. október 6-i dátummal az Koszmosz: Hronologia SZSZSZR i Rosszii, 1962 (oroszul) eredetiből archiválva]. (Hozzáférés: 2012. november 30.)
- A. Zseleznyakov: Iszpitanyija jageyernovo oruzsija v koszmosze (magyarul: Atomfegyver-kísérletek a világűrben), Cosmoworld.ru Koszmosz–5. nasa.gov. (Hozzáférés: 2012. november 30.)
- Koszmosz–5. nasa.gov. (Hozzáférés: 2012. november 30.)
- Koszmosz–5. lib.cas.cz. [2013. október 13-i dátummal az eredetiből archiválva]. (Hozzáférés: 2013. április 4.)